# Джулиано де Медичи
Вижте пояснителната страница за други личности с името Джулиано де Медичи.
Джулиàно ди Пиèро де Мèдичи (на италиански: Giuliano di Piero de’ Medici; * 28 октомври 1453, Флоренция, Флорентинска република; † 26 април 1478, пак там) е флорентински политик, поет, владетел де факто на Флорентинската република заедно с брат си Лоренцо Великолепни. Убит е в Заговора на Паци.
Извънбрачният му син Джулио става папа под името Климент VII. Знаменита любима на Джулиано е Симонета Веспучи, най-голямата красавица на Флоренция от този период.

## Произход
Джовани е второродният син на Пиеро де Медичи Подагрения (* 1416, † 1469), де факто владетел на Флоренция (1464 – 1469), и на съпругата му Лукреция Торнабуони (* 1427, † 1482). Дядо му и баба му бащина линия са Козимо ди Джовани де Медичи, владетел на Флоренция, и Контесина де Барди, а по майчина – Франческо ди Симоне Торнабуони, търговец и посланик, и – Франческа Пити. Има един брат и две или три сестри:
- Бианка (* 1445, † 1505), господарка на Чивитела като съпруга на Гулиелмо де Паци;
- Лукреция, нар. „Нанина“ (* 1448 – 1493), съпруга от 1466 г. на Бернардо Ручелай, писател хуманист;
- Лоренцо Великолепни (* 1449, † 1492), държавник, банкер, де факто владетел на Флорентинската република от 1469 г. до смъртта си и най-могъщият и ентусиазиран покровител на ренесансовата култура в Италия;
- Мария (* сл. 1455, † 1479), вероятна полусестра, съпруга от 1474 г. на банкера Леонето де Роси;
- двама братя (*/† като бебе)

Има и един полубрат от извънбрачна връзка на баща си.

## Биография

### Ранни години и дипломатическа кариера до брат му Лоренцо
Джулиано получава образование с брат си Лоренцо де Медичи, по-късно известен като Великолепния, според най-изисканата хуманистична култура на времето, със специално внимание към политическите и финансовите дела. С брат си той споделя учителя по литература Джентиле Беки, но оценките му са скромни.
Когато баща му умира през 1469 г., когато той е едва на 15 г., Джулиано се озовава с брат си Лоренцо начело на Синьорията на Флоренция. Въпреки страстта си към изкуството и културата и някои случайни разногласия между двамата поради различия в характерите Лоренцо все още желае Джулиано до себе си в управлението на Флоренция, като му се доверява сляпо. Той го праща на важни мисии още през пролетта на 1469 г., когато Джулиано отива в Рим, за да го представлява и да организира преговорите за брак с Клариса Орсини, и да я вземе като булка за Лоренцо във Флоренция. Той има важни дипломатически задачи от 1471 г., когато мислят да го изпратят в Неапол, за да представи акредитивните си писма на Арагонския двор, но пътуването е отменено.
През март същата година Галеацо Мария Сфорца, херцог на Милано, традиционен защитник на Дом Медичи в тосканската столица, пристига на официално посещение във Флоренция. Срещайки младия Джулиано, той му отправя официална покана да прекара известно време в Милано и младият Медичи, нетърпелив да посети града, заминава още през май същата година за столицата на Ломбардия. Джулиано остава там до юни същата година същата година, отседнал в луксозната централа на Банката на Медичите, и е почетен в двора на Замъка на Сфорците с турнири, грандиозни празненства и пищни банкети.
През януари 1472 г. за него е планирано пътуване до Венеция, което обаче създава много търкания с брат му Лоренцо, който, предвид политическата и дипломатическа ситуация, създадена след въстанието на Волтера, смята това пътуване за неподходящо и дори опасно. Въоръжен с упоритост, Джулиано се противопоставя на съветите на брат си, като твърди, че това е неговият начин да участва в управлението на държавата, придружен в това от Джентиле Беки. Във Венеция Медичите са посрещнати с пълни почести както от дожа, така и от много аристократични семейства на Венецианската република. След няколко седмици Джулиано посещава Падуа, Виченца, Верона и накрая пристига в Мантуа, където е приет в двора. На връщане той почти избягва нападение срещу него от заточен враг на Флоренция, както е предсказано от брат му преди заминаването му.
През 1473 г. Джулиано е предложен за църковна кариера като кардинал и затова трябва набързо да започне уроци по латински език; той също така получава от кардинал Джакомо Аманати Пиколомини (приятел на семейство Медичи, както и утвърден клиент на тяхната банка) гаранцията, че в в случай на внезапна смърт на Лоренцо Джулиано може да напусне кардиналството без проблеми и да го наследи като държавен глава, за да продължи династията Медичи начело на Флоренция. Младият Джулиано обаче се посвещава много по-охотно на селския живот във Вилата на Медичите в Кафаджоло, където може да практикува лов, риболов и конна езда, като по този начин окончателно изоставя перспективата за обет. В това той е подпомогнат и от факта, че отношенията между Флоренция и Папството се влошават и следователно и папата вече не е толкова отстъпчив, както в миналото, при предоставянето на кардиналството на член на семейство Медичи. Любител на конната езда, хвърлянето на копие, скачането и борбата, Джулиано обича особено танците, рисуването и музиката, както и писането на поезия.

### Турнир на площад „Санта Кроче“ и сантиментални връзки
На 29 януари 1475 г. Джулиано участва в турнира на Пиаца Санта Кроче, възпят от Анджело Полициано в Stanze per la giostra, където претендентите се състезават за портрета на Симонета Веспучи, който е спечелен от Джулиано. Симонета, музата на Сандро Ботичели и Пиеро ди Козимо, умира преди него, само на 23 години, и изглежда, че между двамата има любовна връзка. Поводът за турнира на Пиаца Санта Кроче обаче е едно от най-важните събития за публичното представяне на Джулиано, който е окончателно обявен заедно с брат си като една от най-влиятелните личности във Флоренция. За случая той е на кон, специално докаран от двора на Неапол, като конят и ездачът са облечени „с украшения и скъпоценности на стойност повече от 60 000 флорина". Щандартът, който го предшества в турнира, вероятно нарисуван от Сандро Ботичели, представлява жена, въоръжена с копие, държаща щит с лицето на Медуза, отпечатано на главата ѝ, и шлем на главата, която опира краката си на горяща маслинова клонка. Основното мото е написано на френски: La sans par (Несравнима – прякор, с който Симонета Веспучи е известна). До жената има Купидон със счупен лък, окован за дънер на маслиново дърво, докато женската фигура е в доспехи като алюзия за целомъдрието на любимия, който отказва да се отдаде на любовта. Маслиновите клонки вероятно са препратка към личния подвиг на Джулиано.
В сантименталната сфера през 1474 г. и след това отново през 1477 г. (след сключването на съюза с Венеция) за Джулиано е предвиден брак с млада жена от рода Корер, но нищо не е сключено. Подобни слухове започват да циркулират във Флоренция, когато Джулиано посещава двора на Мантуа с оглед на евентуален брак с дъщеря на маркиз Лудовико III Гондзага. През 1475 г. неговият брат Лоренцо иска той да се ожени за дъщеря от рода Боромео, но Джулиано се противопоставя на идеята, считайки, че е неуместно да се ожени за дъщеря на търговец, колкото и богат да е и от далечен флорентински произход. През 1476 г. му е предложена ръката на племенницата на Джироламо Риарио, могъщ племенник на папа Сикст IV, но това предложение също е безплодно. Брачното споразумение най-накрая е постигнато през 1477 г., когато Джулиано решава да се ожени за Семирамида, сестра на Якопо IV Апиано, владетел на Пиомбино, при условие че сред брачните споразумения има редовен наем на железните мини на остров Елба в полза на двамата братя Медичи. Във всеки случай този брак също не успява да се осъществи, тъй като Джулиано умира на следващата година, когато подготовката за сватбата все още е в ход. Семирамида се омъжва за неговия братовчед Лоренцо Пополано.
Последната любов на Джулиано е Фиорета Горини, дъщеря на оръжейника Антонио Горини, от която той има незаконен син (1478 г.) – Джулио де Медичи, роден месец след смъртта на баща му и обявен за законен чрез таен брак от племенника на Джулиано – папа Лъв X през 1513 г. Джулио също става кардинал и папа на свой ред с името Климент VII.

### Заговор и смърт
Присъствието на двамата потомци на Медичи начело на Флоренция скоро поражда подозрение и завист сред другите флорентински семейства – идеи, които в някои случаи стават истинска опозиция. През 1478 г. семейство Паци, с подкрепата на папа Сикст IV (невъздържан непотист и нетърпелив да завладее тосканските територии за своите племенници) и други владетели, изплитат Заговора на Паци. Сутринта на 26 април, по време на меса в Санта Мария дел Фиоре, 24-годишният Джулиано умира под ударите на Франческо де Паци и Бернардо Барончели, докато брат му Лоренцо е спасен по чудо, оттъвавайки се само с няколко рани.
Джулиано вече е бил причина за първоначалното отлагане на деня на заговора, когато пропуска празненство във Вила Медичи във Фиезоле, където заговорниците са мислели да сервират отровна храна. Следващата неделя той не се чувства добре, но някои членове на семейство Паци, свързани с Медичите, отиват да го вземат нарочно от Палацо Медичи на ул. „Ларга“: както съобщават хронистите, те го прегръщат, за да проверят дали не носи ризница отдолу.
Джулиано е погребан в църквата Сан Лоренцо с публична церемония на 30 април, на която присъстват всички флорентински младежи, облечени в траур за случая. По-късно тялото му е пренесено в Новата сакристия на Микеланджело, където е и до днес, до това на брат му Лоренцо, под Мадоната с Младенеца на Микеланджело. По време на изследване на телата на Медичите (2004 г.) черепът му е открит с видима рана, заедно с части от дрехите му, все още оцапани с кръв.
Смъртта на Джулиано засяга не само неговия брат Лоренцо, който организира безмилостно издирване на заговорниците и извършва систематичната им екзекуция, и прогонва всички членове на семейство Паци от Флоренция, но също така има значителни последици върху общественото мнение във Флоренция, което в по-голямата си част се събира около Медичите, които укрепват властта си над града.
Лоренцо Великолепни кара скулптора Бертолдо ди Джовани да създаде медал в памет на убийството на брат му със сцената на убийството му под неговия портрет на лицевата страна.

## Брак и потомство
Джулиано не е женен.
От Фиорета Горини (неизв.), дъщеря на оръжейника Антонио Горини, има един извънбрачен син:
- Джулио Дзаноби де Медичи (* 26 май 1478, Флоренция, Флорентинска република; † 25 септември 1534, Рим, Папска държава), роден месец след смъртта на баща си и обявен за законен чрез таен брак от племенника на Джулиано – папа Лъв X през 1513 г. Кардинал (1513 – 1523) и 219-ият папа на Католическата църква от 19 ноември 1523 г. до смъртта си като Климент VII.[8]

## Джулиано де Медичи в културата
Повечето от съществуващите портрети на Джулиано де Медичи са рисувани посмъртно и повечето от тях са със затворени очи, което кара мнозина да вярват, че лицето му е взето от погребална маска, направена за случая.
Сандро Ботичели също използва същия този портрет в своята Венера и Марс, изобразявайки вече мъртвия Медичи под маската на спящ Марс след любовта му с Венера. Тълкуването е вероятно, тъй като произведението е поръчано от семейство Медичи и е изпълнено през 1482/1483 г., т.е. няколко години след смъртта на Джулиано. Същото може да се каже и за образа на Меркурий в Пролет на Ботичели, също рисувана в този период, който има много сходни черти с портрета на Джулиано де Медичи, съхраняван в Националната художествена галерия във Вашингтон. Самият Джулиано де Медичи също е определен като първият поръчител на творбата, точно по времето на раждането на сина му. Когато Джулиано умира, произведението е „рециклирано“ все още недовършено от неговия братовчед Лоренцо Пополано по случай сватбата му и следователно според други източници изобразеният герой е самият Лоренцо или е почит към Джулиано по поръчка на самия Лоренцо.
Английската художничка с прерафаелитка Елинор Фортескьо-Брикдейл посвещава картина, озаглавена Ателието на Ботичели или Първото посещение на Симонета, представена от Джулиано и Лоренцо де Медичи, посветена на любовната елегия на Джулиано и Симонета Веспучи. Героите, изобразени на картината, сред които Джулиано, Симонета Веспучи, Лоренцо де Медичи и Сандро Ботичели са ясно разпознаваеми, имат лица, взети от известни картини от този период; отново това на Джулиано е взето от известния троен портрет, достигнал до нас от четката на самия Ботичели.
Анджело Полициано пише две произведения, които включват Джулиано де Медичи като главен герой. Stanze cominciate per la giostra del Magnifico Giuliano de’ Medici е написана, за да отпразнува турнира, която Джулиано печели през 1475 г. Произведението е предимно измислено и включва любовта на Джулиано към Симонета Веспучи. Остава недовършено, тъй като и двамата му герои (Джулиано и Симонета) умират. Другото произведение е Coniurationis Commentarium, което е написано през 1478 г., за да отбележи убийството на Джулиано. Обяснява хората, участващи в заговора, и събитията в деня на убийството му.
Джулиано участва като герой в два съвременни италианските романа:
- Adriana Assini, Lorenzo e Giuliano. La primavera dei Medici. Scrittura & Scritture, Napoli, 2019.
- Marco di Tillo, Due ragazzi nella Firenze dei Medici. Edizioni Corsare, Perugia, 2019.

Джулиано де Медичи е представен в няколко творби от популярната култура:
- Във видеоиграта Assassin's Creed II, където епизодът със Заговора на Паци е заснет пред катедралата Санта Мария дел Фиоре, вместо вътре.[12]
- В телевизионния сериал Демоните на Да Винчи, 2013 – 2015 г., където се играе от актьора Том Бейтман.[13]
- Във втория сезон на телевизионния сериал Медичи: Господари на Флоренция (Medici: Masters of Florence), 2016 – 2019 г., където се играе от актьора Брадли Джеймс.[14]

## Творби на Джулиано де Медичи
- Giuliano de' Medici, Poesie (a cura di G. Fatini). Vallecchi Editore, Firenze, 1939.